# Thyamis
Thyamis (græsk: Θύαμις), også kendt som Glykys (Γλυκύς) eller Kalamas (Καλαμάς), er en flod i Epirus- regionen i Grækenland, der løber ud i Det Joniske Hav . Det er 115 kilometer lang, og dens afvandingsområde er omkring 1.900 km2, hvoraf over 99% på græsk territorium. Navnene på Chameria-regionen (Tsamouria på græsk) såvel som det tidligere Cham-mindretal stammer fra flodens navn.
Thyamis i det antikke Grækenland blev nævnt af Pausanias som værende grænsen mellem Thesprotia og Kestrine. Derudover nævnte Suda og Ptolemæus det.
Nogle renæssanceforskere mente, at den engelske flod Themsen skyldte sit navn til floden Thyamis, da man mente, at tidlige keltiske stammer var migreret fra Epirus-regionen til England. Selvom denne tro påvirkede den moderne stavning af den engelske flods navn, anses den ikke længere for at være troværdig.
Flodens kilde er nær landsbyen Kalpaki i den nordvestlige del af den regionale enhed Ioannina. Den løber først mod syd og drejer mod sydvest nær Soulopoulo. Den modtager sin biflod Tyria nær Vrosina og drejer mod vest nær Kyparisso i Thesprotia, hvor der ligger en dæmning og vandkraftværk. Den munder ud i Det Joniske Hav nær landsbyen Kestrini, mellem Igoumenitsa og Sagiada, tæt på den albanske grænse.
Steder langs floden omfatter, fra kilden til mundingen: Mazaraki, Soulopoulo, Vrosina, Raveni, Pente Ekklisies, Kyparisso, Parapotamos og Kestrini.
I mellemkrigstiden i det 20. århundrede var albansktalende landsbyer i Thyamis-deltaet og flodbassinet små og spredte sammenlignet med de større græske landsbyer i bjergene i det bakkede område mod nord.

## Miljø
Thyamis danner et floddelta, hvor den munder ud i Det Joniske Hav, nord for Igoumenitsa. Deltaet er kendt for at have en rig flora, og trækfugle raster i dets farvande for at få mad og hvile.
Floden har dog lidt under miljøforringelse i årtier på grund af ukontrollerede menneskelige aktiviteter og dårlig forvaltning fra myndighederne.